# Port Huron Border Cats
Die Port Huron Border Cats waren eine US-amerikanische Eishockeymannschaft aus Port Huron, Michigan. Das Team spielte von 1996 bis 2002 in der Colonial Hockey League (ab 1997 United Hockey League).

## Geschichte
Das Franchise der Detroit Falcons wurde 1996 von Fraser innerhalb des Bundesstaates Michigan nach Port Huron umgesiedelt und in Port Huron Border Cats umbenannt. In der regulären Saison gehörte die Mannschaft in den sechs Jahren ihres Bestehens jeweils zu den konstantesten der Liga, kam in den Playoffs um den Colonial Cup jedoch nie über die zweite Runde hinaus. Diese erreichten sie zudem nur in der Saison 1999/2000. In ihren ersten drei Spielzeiten schieden die Border Cats jeweils in der ersten Runde aus, in ihren letzten beiden Saisons verpassten sie die Playoffs komplett. Daraufhin wurde das Franchise aufgelöst. 
Die Lücke, die die Border Cats 2002 in der Stadt hinterließen wurde von den Port Huron Beacons gefüllt, die zur Saison 2002/03 als Expansions-Team in die United Hockey League aufgenommen wurden.

## Saisonstatistik
Abkürzungen: GP = Spiele, W = Siege, L = Niederlagen, T = Unentschieden, OTL = Niederlagen nach Overtime SOL = Niederlagen nach Shootout, Pts = Punkte, GF = Erzielte Tore, GA = Gegentore, PIM = Strafminuten
| Saison  | GP | W  | L  | T | OTL | SOL | Pts | GF  | GA  | Platz         | Playoffs                        |
| 1996/97 | 74 | 38 | 31 | — | —   | 5   | 81  | 280 | 288 | 3., CoHLE     | Niederlage in der ersten Runde  |
| 1997/98 | 74 | 31 | 33 | — | —   | 10  | 72  | 256 | 303 | 3., East      | Niederlage in der ersten Runde  |
| 1998/99 | 74 | 41 | 26 | — | —   | 7   | 89  | 261 | 239 | 1., West      | Niederlage in der ersten Runde  |
| 1999/00 | 74 | 47 | 21 | — | —   | 6   | 100 | 269 | 202 | 2., Central   | Niederlage in der zweiten Runde |
| 2000/01 | 74 | 30 | 34 | — | —   | 10  | 70  | 234 | 260 | 4., Northwest | nicht qualifiziert              |
| 2001/02 | 74 | 27 | 35 | — | —   | 12  | 66  | 207 | 261 | 6., Eastern   | nicht qualifiziert              |

## Team-Rekorde

### Karriererekorde
Spiele: 270  Bob McKillop
Tore: 127  Bob McKillop
Assists: 123  Bob McKillop
Punkte: 250  Bob McKillop
Strafminuten: 870  Curtis Sayler

## Bekannte Spieler
- Fjodor Wiktorowitsch Fjodorow
- Ihor Karpenko
- Mikhail Nemirovsky
- Michel Périard
- Andrij Srjubko
- Kostjantyn Symtschuk
- Herberts Vasiļjevs